# La maquinita (Apizaco)
La maquinita es una antigua locomotora de vapor que representa la historia ferrocarrilera de Apizaco, México. Se encuentra en una glorieta en la entrada a la ciudad en la avenida 16 de septiembre, en el cruce de las carreteras a Poza Rica, Puebla y México-Veracruz.
La maquinita es considerada un símbolo de la ciudad de Apizaco

## Historia
Desde 1940  en México se empezaron a implementar locomotoras impulsadas por combustible diésel, haciendo que los modelos de locomotoras a vapor fueran desechados como chatarra en 1960.
Por petición de los ferrocarrileros de Apizaco, la empresa Ferrocarriles Nacionales de México donó la vieja máquina de vapor 212, a la ciudad. El 5 de mayo de 1964 se llevó a la locomotora a través de una vía de tren provisional desde un almacén hasta la glorieta en la que está instalada.
En enero de 2015, se comenzó la edificación de un cuarto de máquinas, sumado a esto se decoró el monumento a través de la colocación de fuentes pluviales en el suelo, una gran cantidad de piezas luminosas decorativas las cuales cuentan con tecnología Led, así como decoración ornamental en sus jardines.